# Colobaea bifasciella
Colobaea bifasciella är en tvåvingeart som först beskrevs av Fallen 1820.  Colobaea bifasciella ingår i släktet Colobaea och familjen kärrflugor. Arten är reproducerande i Sverige. Inga underarter finns listade i Catalogue of Life.